# Carpaccio

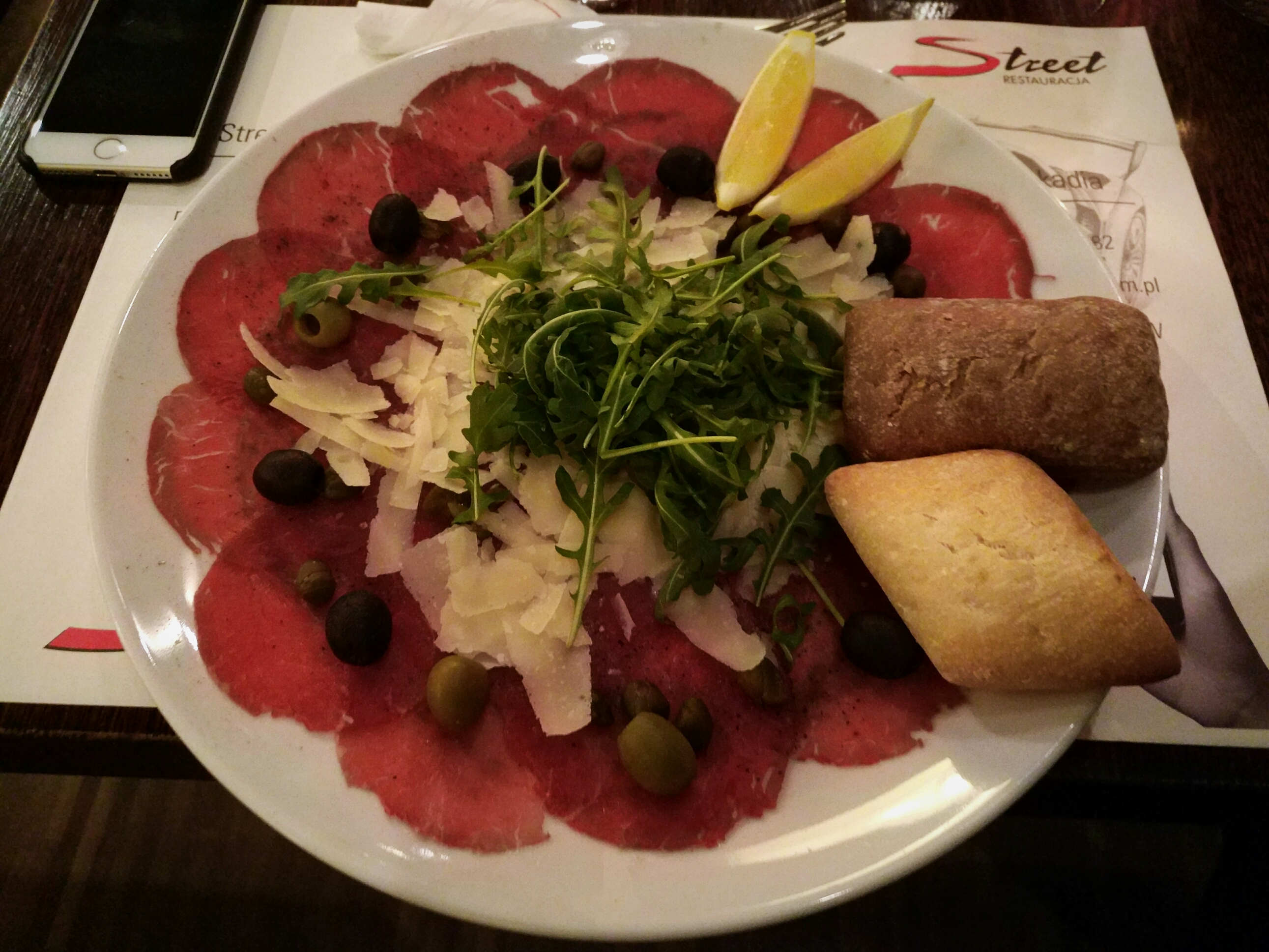
Carpaccio (vom Rinderfilet) mit Vinaigrette und Parmesanspänen

Carpaccio ist eine Vorspeise der italienischen Küche aus hauchdünnen Scheiben von rohem Rindfleisch. In der klassischen Variante reicht man dazu nur Rucolablätter, fein gehobelten Parmesan, Olivenöl und/oder Zitrone sowie ggf. frische Trüffel. Inzwischen wird Carpaccio auch in anderen Varianten angeboten, etwa von der Lachsforelle oder vom Kalbsfilet.

## Geschichte
Entwickelt wurde es 1950 in Harry’s Bar in Venedig von deren Inhaber Giuseppe Cipriani für seine Stammkundin Contessa Amalia Nani Mocenigo, weil der Arzt ihr vom Verzehr gegarten Fleisches abgeraten hatte. Cipriani benannte seine Kreation nach dem berühmten venezianischen Maler Vittore Carpaccio, der für seine leuchtenden Rot-/Weißtöne bekannt war und dem damals gerade eine große Ausstellung in Venedig gewidmet wurde.
Nach Ciprianis Originalrezept wird zur Zubereitung zuerst gut gekühlte, aber nicht gefrorene Rinderlende (Contrefilet) roh mit einem sehr scharfen Messer in hauchdünne Scheiben geschnitten, gesalzen, gepfeffert und einige Minuten kalt gestellt. Serviert wird das Fleisch mit einer kalten Mayonnaise-Sauce aus mildem Olivenöl, Eigelb, Weißweinessig, englischem Senfpulver, Worcestershiresauce, Zitronensaft, Salz, Pfeffer und so viel Milch, dass die Sauce noch dickflüssig genug ist, um an einem Löffelrücken zu haften. Diese Sauce wurde nicht für das Gericht Carpaccio erfunden, sondern war in Harry’s Bar schon vorher als „Universalsauce“ gebräuchlich.
Heute wird Carpaccio häufig nicht mehr mit Ciprianis Sauce serviert, sondern – ähnlich einer Carne cruda all’albese – z. B. mit Olivenöl und Zitrone oder einer Vinaigrette angemacht und mit Parmesanspänen und teils auch Trüffeln bestreut.

## Zubereitung
Das Rinderfilet wird in dünne Scheiben geschnitten und plattiert und auf dem Teller angerichtet. Aus Zitronensaft und mildem Olivenöl wird eine Sauce angerührt, über das Fleisch verteilt, alles leicht gesalzen und gepfeffert. Als klassische Garnierung gelten frische Salatblätter wie Rucola.